# Beaker
Beaker is een Muppet bedacht door Jim Henson. Hij is de laboratoriumassistent van Dr. Bunsen Honeydew, die hem geregeld gebruikt als proefkonijn; iets wat Beaker telkens tevergeefs probeert te voorkomen. Uiteraard gaat iedere proef helemaal fout, waarbij Beaker bijvoorbeeld zijn hoofd verliest. Hij kwam voor het eerst voor in het tweede seizoen van The Muppet Show. De naam Beaker betekent letterlijk bekerglas. In de ondertiteling voor de Nederlandse televisie werd zijn naam vertaald naar Retort.

## Spraak
In eerste instantie slaakte Beaker voornamelijk angstkreten wanneer hij als proefkonijn werd gebruikt. Dit veranderde al gauw in zijn kenmerkende repeterende "mi", of een variatie daarop. Alhoewel hij vrijwel alleen communiceert door middel van dit woord, spreekt hij een enkele keer één of meerdere bestaande woorden uit. In de Muppet Show-aflevering met Diana Ross zingt Beaker "Feelings" op geheel eigen wijze. Doordat het publiek alleen bestaat uit Diana Ross-fans wordt Beaker uitgejoeld.

## Poppenspelers
Het personage werd vanaf zijn eerste optreden in 1977 gespeeld en ontwikkeld door Richard Hunt. Na Hunts dood in 1992 werd Beaker overgenomen door Steve Whitmire, die hem speelde tot 2016. 
In 2001 heeft Kevin Clash Beaker een keer gespeeld en sinds 2017 wordt Beaker gespeeld door David Rudman.

## Webby-nominatie
In 2009 dong een internetclip waarin Beaker Beethovens "Ode to Joy" opvoert mee naar een Webby Award in de categorie muziek. Het filmpje won geen Webby, maar kreeg wel de publieksprijs.

## De Nederlandse stem
- De Nederlandse stem van Beaker was Sipke Jan Bousema in The Muppets. Voor de film Muppets Most Wanted is de Amerikaanse stem gebruikt. In de Nederlandse versie van de Disney+ serie Muppets Now en de halloweenspecial Muppets Haunted Mansion werd de stem van Beaker ingesproken door Florus van Rooijen.